# Maturowy Stawek
Der Maturowy-See (pl. Maturowy Stawek) in Polen ist ein Gletschersee im Tal Lejowa (pl. Dolina Lejowa) in der Westtatra. Er befindet sich in der Gemeinde Kościelisko. In der Nähe des Sees befindet sich die Ornak-Hütte. 

## Belege
- Zofia Radwańska-Paryska, Witold Henryk Paryski, Wielka encyklopedia tatrzańska, Poronin, Wyd. Górskie, 2004, ISBN 83-7104-009-1.
- Tatry Wysokie słowackie i polskie. Mapa turystyczna 1:25.000, Warszawa, 2005/06, Polkart ISBN 83-87873-26-8.